# Ma-ayon
Ma-ayon (Bayan ng Ma-ayon) är en kommun i Filippinerna. Kommunen ligger på ön Panay, och tillhör provinsen Capiz. Folkmängden uppgår till 32 700 invånare.

## Barangayer
Ma-ayon är indelat i 32 barangayer.
| - Aglimocon - Alasaging - Alayunan - Balighot - Batabat - Bongbongan - Cabungahan - Canapian - Carataya - Duluan - East Villaflores | - Fernandez - Guinbi-alan - Indayagan - Jebaca - Maalan - Manayupit - New Guia - Quevedo (Ngalan) - Old Guia - Palaguian - Parallan | - Piña - Poblacion Ilawod - Poblacion Ilaya - Poblacion Tabuc - Quinabonglan - Quinat-uyan - Salgan - Tapulang - Tuburan - West Villaflores |